# Evropská silnice E23
Evropská silnice E23 je evropskou silnicí 1. třídy. Začíná ve francouzských Métách a končí ve švýcarském Lausanne. Celá trasa měří 391 kilometrů. E23 cestou protíná několik dalších evropských silnic jako E21, E25, E50, E54, E60, E62, E411, E512.

## Trasa
- Francie
  - Mety – Nancy – Besançon – Pontarlier

- Švýcarsko
  - Vallorbe – Orbe – Lausanne

## Galerie

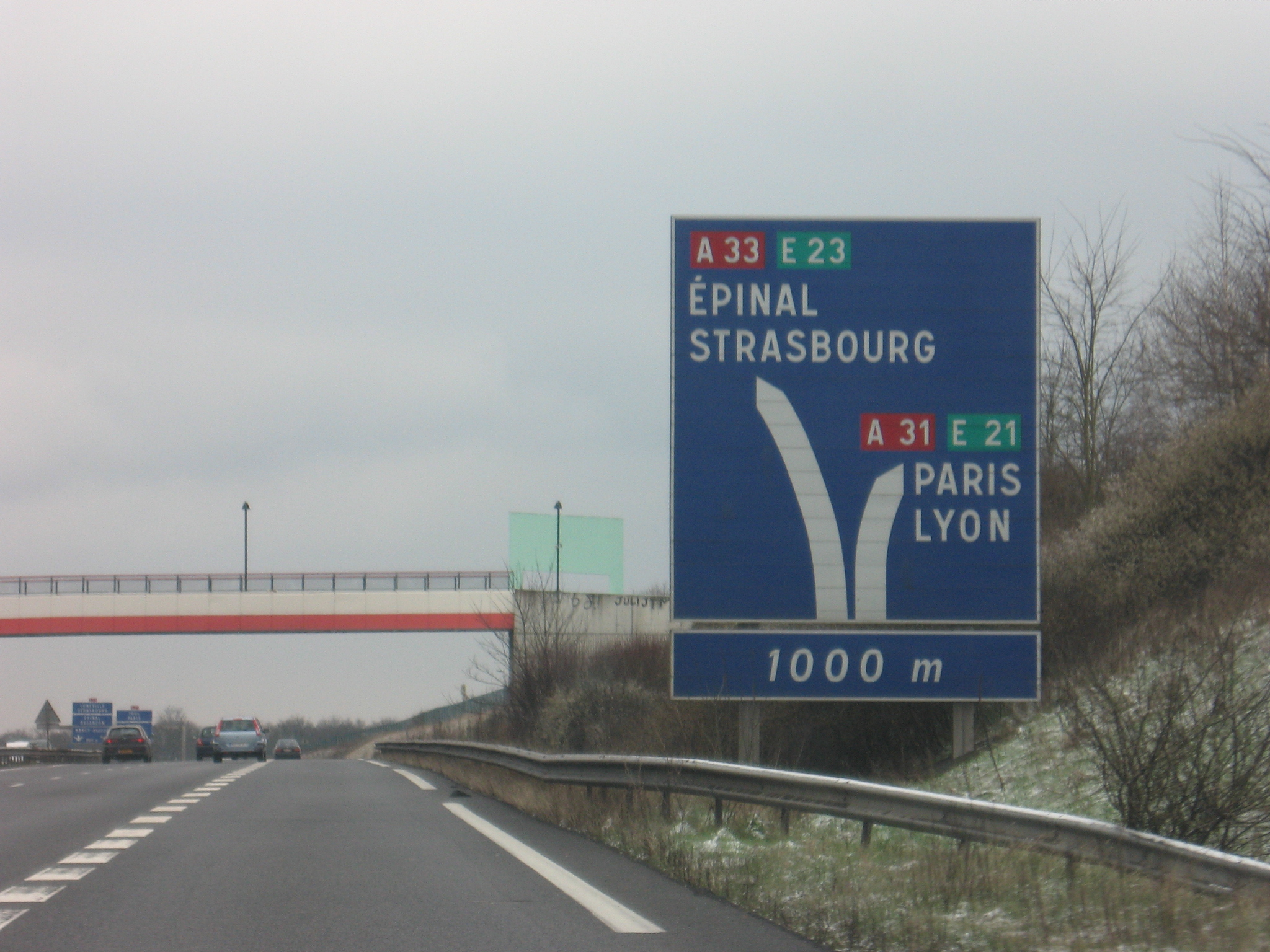
E23 ve Francii